# Kükenmoor
Kükenmoor ist eine Ortschaft in der Einheitsgemeinde Kirchlinteln (Landkreis Verden, Niedersachsen).

## Geografie
Kükenmoor liegt 5 km östlich vom Kernort Kirchlinteln entfernt, umgeben von Feldern, Weiden und Mischwäldern. Es gehört zur „Lintelner Geest“. Das ist eine Gruppe von Ortschaften im Landkreis Verden, die zur Gemeinde Kirchlinteln gehört und einen Teil der flächengrößten Landgemeinde des Landkreises bildet.
Zur Ortschaft Kükenmoor gehören die Ortsteile Kükenmoor, Verdenermoor, Goldborn, Neuenkrug, Gohbeck und Papiermühle.
Nachbarorte sind – von Norden aus im Uhrzeigersinn – Brunsbrock, Bendingbostel, Groß Heins, Neddenaverbergen, Armsen, Weitzmühlen und Kirchlinteln, die alle zur Gemeinde Kirchlinteln gehören.
Der Gohbach fließt direkt durch die Ortschaft und mündet in Eitze in die Aller. Die Lehrde fließt 4 km weiter südöstlich.

## Geschichte
Am 1. Juli 1972 wurde Kükenmoor in die Gemeinde Kirchlinteln eingegliedert.

## Politik
Ortsvorsteher ist Fred Wischmann.

## Kultur und Sehenswürdigkeiten
- Kükenmoor verfügt über ausgedehnte Feld-, Wald- und Wiesenwege.
- Von 1692 bis 1910 wurde in Kükenmoor eine Papiermühle betrieben. Teile der damaligen Einrichtung werden im Verdener Heimatmuseum aufbewahrt.
- Die „Historische Straße“, eine teilweise von 100 Jahre alten Eichen gesäumte Kopfsteinpflasterstraße, verbindet Kükenmoor mit Kirchlinteln.

## Vereine
Die wichtigsten Vereine im Ort sind der Schützenverein Verdenermoor-Kükenmoor e. V., die Freiwillige Feuerwehr und der Heimat- und Kulturverein Kükenmoor e. V.

## Wirtschaft und Infrastruktur
In Kükenmoor und Verdenermoor sind fünf landwirtschaftliche Vollerwerbsbetriebe (Milchwirtschaft und Ackerbau) und einige Nebenerwerbsbetriebe ansässig.
Seit 1969 gibt es in der Ortschaft Kükenmoor den Campingplatz am Salingsloh mit ca. 80 Stellplätzen.

## Verkehr
Kükenmoor ist nur eingeschränkt mit öffentlichen Verkehrsmitteln erreichbar, außer dem regionalen Schulbus fährt eine Linie des Bürgerbus Kirchlinteln montags bis freitags den Ort Kükenmoor nur viermal am Tag an.
Kükenmoor liegt abseits des Fernverkehrs. Die Bundesautobahn 27 verläuft 2 km entfernt südlich. Eine von Visselhövede über Kirchlinteln nach Verden führende Landesstraße verläuft nördlich 1,5 km entfernt.